# Piso 21
Piso 21 es un grupo musical colombiano fundado en Medellín (Colombia) en 2007. Está integrado por David Escobar «DIM», Juan David Huertas «El Profe» y Pablo Mejía «Pablito». Su debut en la escena musical con su primer álbum homónimo y con su segundo álbum "Ubuntu" con canciones como «Me Llamas (feat. Maluma)», «La Vida Sin Tí», «Te Amo (feat. Paulo Londra)», «Puntos Suspensivos», «Besándote», y «Déjala Que Vuelva (feat. Manuel Turizo)».
Piso 21 ha colaborado con artistas como «Te Vi (feat. Micro TDH)», «Una Vida Para Recordar (feat. Myke Towers)», «Mami (feat. Black Eyed Peas), y «Pa’ Olvidarme de Ella (feat. Christian Nodal)».

## Carrera musical

### 2007-2011:Piso 21, su primer álbum
Piso 21 comenzó en 2011 con una etapa de pop romántico, con canciones como Vagones vacíos, Ángel mortal, Correr el riesgo (feat. Maluma), entre otras. Gracias a su primer álbum publicado en 2012, el cual llevó por nombre Piso 21, fueron nominados al premio Latin Grammy de ese mismo año. [cita requerida] En el proceso de su carrera, adoptaron el estilo urbano en su música, aunque conservando su esencia romántica.

### 2013: Transición a la música urbana
En 2014, Piso 21 lanzó el sencillo «Suele suceder» con el cantante puertorriqueño Nicky Jam. La canción fue un éxito comercial en América Latina y alcanzó el top 20 en las listas colombianas Monitor Latino. La canción también se convirtió en el primer sencillo de gráficos del grupo en las listas de éxitos de Estados Unidos para público latino por Billboard, donde alcanzó el puesto número 29 en la lista de Tropical Songs. A esto le continuaron otras canciones promocionales de género urbano como «Quítate la pena», «Delicia» y «Hoy», la cual interpretaron junto a la cantante chilena Florencia Arenas.

### 2016-2019:Ubuntuy fama internacional
En 2016, Piso 21 firmó con Warner Music Latina y más adelante en el año, lanzó el sencillo «Me llamas», que terminó alcanzando los 40 principales en varios países de América Latina. Fue incluida como la canción principal de la telenovela colombiana La ley del corazón. El 2 de diciembre de 2016, se lanzó una versión, esta vez en compañía del cantante colombiano Maluma.
A principios de 2017, lanzaron el sencillo «Besándote». El 1 de septiembre de 2017, el grupo lanzó un remix oficial con la cantante británica Anne-Marie para celebrar el millón de suscriptores en su canal de YouTube. El 19 de octubre de 2017, lanzaron el sencillo «Déjala que vuelva» con Manuel Turizo. El 10 de noviembre de 2017, lanzaron el sencillo «Tu héroe». Que más tarde terminó alcanzando el número siete en las listas paraguayas Monitor Latino. La canción fue seguida por el sencillo «Adrenalina» el 1 de diciembre de 2017, que contó con el rapero español Maikel Delacalle.
A principios de 2018, Piso 21 contó con el cantante argentino Paulo Londra en el sencillo «Te amo», que fue lanzado el 15 de marzo de 2018, realizando una gira por Sudamérica y el extranjero. El 23 de abril del mismo año, lanzaron su nuevo álbum llamado Ubuntu, el cual está inspirado en la relación de trabajo que llevaban los cuatro integrantes. A esto, el 10 de mayo de 2018, presentaron el sencillo «La vida sin ti», el 14 de septiembre del mismo año lanzaron la canción «Puntos suspensivos», como el octavo sencillo de su segundo álbum de estudio, Ubuntu. El grupo realizó una gira por Sudamérica y el extranjero. Durante este lapso, fueron parte de una canción promocional de carácter turístico llamada Sabrosura, la cual fue producida por Colombia Travel, y tuvo como intérpretes a Sebastián Yatra, Piso 21, Martina la Peligrosa, Herencia del Timbiquí y Alexis Play, la cual fue estrenada en 2019. A fines del 2018, lanzaron el sencillo «Te vi» junto al rapero venezolano Micro TDH. Este fue el último sencillo donde Castaño aparecería junto a la banda.

### 2019-2024: Salida de Llane e ingreso de Lorduy
El 3 de febrero de 2019, tanto el grupo como Juan David Castaño (Llane) informan a través de sus redes sociales que este último hará su carrera en solitario, y del mismo modo dan a conocer que se suma un nuevo integrante al grupo, cuyo nombre es David Lorduy Hernandez (Lorduy).
El 4 de julio del mismo año, salió el sencillo «Una vida para recordar» donde cuenta con la participación del rapero puertorriqueño Myke Towers. Asimismo, es el primer sencillo de la banda desde la salida de Llane y la incorporación de Lorduy. En agosto, se presentó el sencillo «Mami», el cual fue acompañado por la banda estadounidense Black Eyed Peas. En septiembre, presentan un nuevo sencillo junto al cantante mexicano Christian Nodal titulado «Pa' olvidarme de ella». En noviembre, son parte de una colaboración con el dúo Cali & El Dandee para su sencillo «Voy por ti».
En enero de 2020, lanzaron su sencillo «Dulcecitos» junto al dúo puertorriqueño Zion & Lennox. Durante la pandemia por el coronavirus, Piso 21 presentó un sencillo especial titulado «Tomar distancia» que fue lanzado en abril, donde cada uno de los integrantes grabó en sus residencias. Más tarde sacarían un nuevo sencillo junto al cantante colombiano Feid, titulado "Querida".

### 2025-presente: Salida de Lorduy y continuidad de la banda
El 3 de enero de 2025, Lorduy anunció su salida de la banda, quedando solo el resto de la banda como trío.

## Discografía

### Álbumes
| Piso 21                           | - Lanzamiento: 12 de julio de 2012 - Discográfica: Star Arsis Entertainment Group - Formatos: CD, Descarga digital | —  | —  |
| Ubuntu                            | - Lanzamiento: 11 de mayo de 2018 - Discográfica: Warner Music México - Formatos: CD, descarga digital             | 13 | 5  |
| El amor en los tiempos del perreo | - Lanzamiento: 18 de marzo de 2021 - Discográfica: Warner Music México - Formatos: CD, descarga digital            | —  | 9  |
| 777                               | - Lanzamiento: 13 de octubre de 2022 - Discográfica: Warner Music México - Formatos: CD, descarga digital          | —  | 12 |
| Los muchachos                     | - Lanzamiento: 9 de noviembre de 2023 - Discográfica: Warner Music México - Formatos: CD, descarga digital         | —  | —  |
| 2.1                               | - Lanzamiento: 18 de octubre de 2024 - Discográfica: Warner Music México - Formatos: CD, descarga digital          | —  | —  |

### Sencillos

#### Como artista principal
| Título                                                                         | Año  | Posiciones en listas | Posiciones en listas | Posiciones en listas | Posiciones en listas | Posiciones en listas | Posiciones en listas | Posiciones en listas | Posiciones en listas | Certificaciones                                          | Álbum                             |
| Título                                                                         | Año  | COL                  | ARG                  | MEX                  | SPA                  | US Latin             | US Latin Airplay     | US Latin Pop         | US Trop              | Certificaciones                                          | Álbum                             |
| ------------------------------------------------------------------------------ | ---- | -------------------- | -------------------- | -------------------- | -------------------- | -------------------- | -------------------- | -------------------- | -------------------- | -------------------------------------------------------- | --------------------------------- |
| «Dame tu corazón (Uh - Uh)»                                                    | 2013 | —                    | —                    | —                    | —                    | —                    | —                    | —                    | —                    |                                                          | Canciones que nos marcaron        |
| «Suele suceder» (con Nicky Jam)                                                | 2014 | —                    | —                    | —                    | —                    | —                    | —                    | —                    | 29                   |                                                          | Canciones que nos marcaron        |
| «Hoy» (con Florencia Arenas)                                                   | 2015 | —                    | —                    | —                    | —                    | —                    | —                    | —                    | —                    |                                                          | Sin álbum                         |
| «Quítale la pena»                                                              | 2015 | —                    | —                    | —                    | —                    | —                    | —                    | —                    | —                    |                                                          | Canciones que nos marcaron        |
| «Delicia»                                                                      | 2015 | —                    | —                    | —                    | —                    | —                    | —                    | —                    | —                    |                                                          | Canciones que nos marcaron        |
| «Me llamas» (solos o con Maluma)                                               | 2016 | 9                    | 12                   | 37                   | 18                   | 32                   | 39                   | 14                   | —                    | - CAPIF: 2× Platino - FIMI: Oro - PROMUSICAE: 4× Platino | Ubuntu                            |
| «Besándote» (solos o con Anne-Marie)                                           | 2017 | 11                   | 9                    | 39                   | 39                   | —                    | —                    | 24                   | —                    | - CAPIF: Oro - PROMUSICAE: Platino                       | Ubuntu                            |
| «Déjala que vuelva» (con Manuel Turizo)                                        | 2017 | 7                    | 7                    | 3                    | 13                   | 16                   | 8                    | 6                    | 1                    | - ASINCOL: 2× Platino - PROMUSICAE: 2× Platino           | Ubuntu                            |
| «Tu héroe»                                                                     | 2017 | —                    | —                    | —                    | —                    | —                    | —                    | —                    | —                    |                                                          | Ubuntu                            |
| «Adrenalina» (con Maikel Delacalle)                                            | 2017 | —                    | —                    | —                    | —                    | —                    | —                    | —                    | —                    |                                                          | Ubuntu                            |
| «Te amo» (con Paulo Londra)                                                    | 2018 | 7                    | 8                    | 25                   | 46                   | —                    | —                    | —                    | —                    | - PROMUSICAE: Oro                                        | Ubuntu                            |
| «La vida sin ti»                                                               | 2018 | 14                   | 13                   | 24                   | 57                   | 44                   | 25                   | 17                   | —                    |                                                          | Ubuntu                            |
| «Puntos suspensivos»                                                           | 2018 | —                    | —                    | —                    | —                    | —                    | —                    | —                    | —                    |                                                          | Ubuntu                            |
| «Te vi» (con Micro TDH)                                                        | 2018 | 5                    | —                    | —                    | —                    | —                    | —                    | —                    | —                    |                                                          | Sin álbum                         |
| «Una vida para recordar» (con Myke Towers)                                     | 2019 | 8                    | 85                   | 10                   | 69                   | 46                   | 28                   | —                    | —                    |                                                          | El amor en los tiempos del perreo |
| «Mami» (con Black Eyed Peas)                                                   | 2019 | 33                   | —                    | —                    | —                    | —                    | —                    | —                    | —                    |                                                          | El amor en los tiempos del perreo |
| «Pa' olvidarme de ella» (con Christian Nodal)                                  | 2019 | 83                   | —                    | 12                   | —                    | —                    | —                    | —                    | —                    |                                                          | El amor en los tiempos del perreo |
| «Dulcecitos» (con Zion & Lennox)                                               | 2020 | —                    | —                    | 47                   | —                    | —                    | —                    | —                    | —                    |                                                          | El amor en los tiempos del perreo |
| «Tomar distancia»                                                              | 2020 | —                    | —                    | 9                    | —                    | —                    | —                    | —                    | —                    | —                                                        | Sin álbum                         |
| «Querida» (con Feid)                                                           | 2020 | —                    | —                    | 13                   | —                    | —                    | —                    | —                    | —                    | —                                                        | El amor en los tiempos del perreo |
| «Más de la una» (con Maluma)                                                   | 2020 | 11                   | 74                   | 8                    | —                    | 34                   | 13                   | 3                    | —                    | —                                                        | El amor en los tiempos del perreo |
| «Tan bonita»                                                                   | 2021 | —                    | 48                   | 11                   | —                    | —                    | —                    | —                    | —                    | —                                                        | El amor en los tiempos del perreo |
| «Nadie la controla»                                                            | 2021 | —                    | —                    | —                    | —                    | —                    | —                    | —                    | —                    | —                                                        | 777                               |
| «Mató mi corazón»                                                              | 2021 | —                    | —                    | —                    | —                    | —                    | —                    | —                    | —                    | —                                                        | 777                               |
| «Salvavidas» (con Ñejo)                                                        | 2022 | —                    | —                    | —                    | —                    | —                    | —                    | —                    | —                    | —                                                        | 777                               |
| «Equivocado» (con Santa Fe Klan)                                               | 2022 | —                    | —                    | —                    | —                    | —                    | —                    | —                    | —                    | —                                                        | 777                               |
| «Los cachos» (con Manuel Turizo)                                               | 2022 | —                    | —                    | —                    | 85                   | —                    | —                    | —                    | —                    | —                                                        | 777                               |
| «Qué triste» (con Carín León)                                                  | 2022 | —                    | —                    | —                    | —                    | —                    | —                    | —                    | —                    | —                                                        | 777                               |
| «Felices perdidos» (con Danny Ocean)                                           | 2022 | —                    | —                    | —                    | —                    | —                    | —                    | —                    | —                    | —                                                        | 777                               |
| «TDQ» (con Gigolo Y La Exce)                                                   | 2022 | —                    | —                    | —                    | —                    | —                    | —                    | —                    | —                    | —                                                        | 777                               |
| «Sueltas»                                                                      | 2023 | —                    | —                    | —                    | —                    | —                    | —                    | —                    | —                    | —                                                        | Los muchachos                     |
| «3/21» (con Ryan Castro)                                                       | 2023 | —                    | —                    | —                    | —                    | —                    | —                    | —                    | —                    | —                                                        | Los muchachos                     |
| «Déjalo en visto» (con Nicky Jam)                                              | 2023 | —                    | —                    | —                    | —                    | —                    | —                    | —                    | —                    | —                                                        | Los muchachos                     |
| «Me liberé» (con Gabito Ballesteros)                                           | 2023 | —                    | —                    | —                    | —                    | —                    | —                    | —                    | —                    | —                                                        | Los muchachos                     |
| «En mi piel» (con Fainal & Shako)                                              | 2023 | —                    | —                    | —                    | —                    | —                    | —                    | —                    | —                    | —                                                        | Los muchachos                     |
| «Sinceramente»                                                                 | 2023 | —                    | —                    | —                    | —                    | —                    | —                    | —                    | —                    | —                                                        | Los muchachos                     |
| "—" indica que el sencillo no fue lanzado o no se posicionó en ese territorio. |      |                      |                      |                      |                      |                      |                      |                      |                      |                                                          |                                   |

#### Como artista invitado
| «Ando buscando» (Carlos Baute junto a Piso 21)                                 | 2016 | 65 | 40 | 17 | —  | —  | - PROMUSICAE: 2× Platino | De amor y dolor |
| «Báilame despacio» (Remix) (Xantos junto a Dynell y Piso 21)                   | 2017 | —  | —  | —  | —  | —  |                          | Sin álbum       |
| «El rehén» (Xantos junto a Piso 21)                                            | 2017 | —  | —  | —  | —  | —  |                          | Sin álbum       |
| «La Llave» (Pablo Alborán junto a Piso 21)                                     | 2018 | 71 | 18 | 42 | —  | 36 |                          | Prometo         |
| «Oh Child» (Robin Schulz junto a Piso 21)                                      | 2018 | —  | —  | —  | 46 | —  |                          | Sin álbum       |
| «Voy por ti» (Cali & El Dandee junto a Piso 21)                                | 2019 |    |    |    |    |    |                          | Colegio         |
| «Luna llena» (Lyanno junto a Piso 21 y Jerry Di)                               | 2020 |    |    |    |    |    |                          |                 |
| «Todo bueno» (Black Eyed Peas junto a Piso 21)                                 | 2020 |    |    |    |    |    |                          | Translation     |
| «Dónde estas» (Khea junto a Piso 21)                                           | 2020 |    |    |    |    |    |                          |                 |
| «Rover» (S1mba junto a Piso 21)                                                | 2020 |    |    |    |    |    |                          |                 |
| «Doctor» (JonTheProducer junto a Mau & Ricky, Prince Royce y Piso 21)          | 2021 |    |    |    |    |    |                          |                 |
| «Diferente» (Paula Cendejas junto a Piso 21)                                   | 2021 |    |    |    |    |    |                          |                 |
| «Ojalá pudiera» (Homie! junto a Piso 21)                                       | 2021 |    |    |    |    |    |                          |                 |
| «Te extraño» (Ovy on the Drums junto a Piso 21 y Blessed)                      | 2021 |    |    |    |    |    |                          |                 |
| «Fino licor» (Gerardo Ortiz junto a Piso 21)                                   | 2021 |    |    |    |    |    |                          |                 |
| «La tarea» (Mario Bautista junto a Piso 21)                                    | 2022 |    |    |    |    |    |                          |                 |
| "—" indica que el sencillo no fue lanzado o no se posicionó en ese territorio. |      |    |    |    |    |    |                          |                 |

## Premios y nominaciones

### Premios Nuestra Tierra
| Año  | Trabajo nominado                 | Categoría                    | Resultado |
| ---- | -------------------------------- | ---------------------------- | --------- |
| 2012 | Piso 21                          | Nuevo artista del año        | Nominado  |
| 2012 | Piso 21                          | Artista Pop                  | Nominado  |
| 2012 | www.piso21.co                    | Mejor página web             | Nominado  |
| 2013 | Piso 21                          | Artista Pop                  | Nominado  |
| 2013 | Correr el Riesgo                 | Canción Pop                  | Nominado  |
| 2021 | Piso 21                          | Artista Urbano               | Nominado  |
| 2021 | Te Vi                            | Canción favorito del público | Nominado  |
| 2021 | Piso 21                          | Artista Pop                  | Nominado  |
| 2021 | Piso 21                          | Artista favorito del público | Nominado  |
| 2022 | El Amor en tiempo de Perreo      | Álbum del año                | Nominado  |
| 2022 | Piso 21                          | Artista Pop                  | Nominado  |
| 2022 | Tan Bonita                       | Mejor vídeo                  | Nominado  |
| 2022 | Piso 21                          | Artista favorito del público | Nominado  |
| 2022 | Tan Bonita                       | Canción favorita del público | Nominado  |
| 2022 | 777                              | Álbum del año                | Nominado  |
| 2022 | Los Cachos (feat. Manuel Turizo) | Canción urbana               | Ganador   |
| 2022 | Piso 21                          | Duo o grupo Pop              | Nominado  |
| 2024 | Piso 21                          | Duo o grupo Pop              | Nominado  |